# St. Nikolai (Wettin)

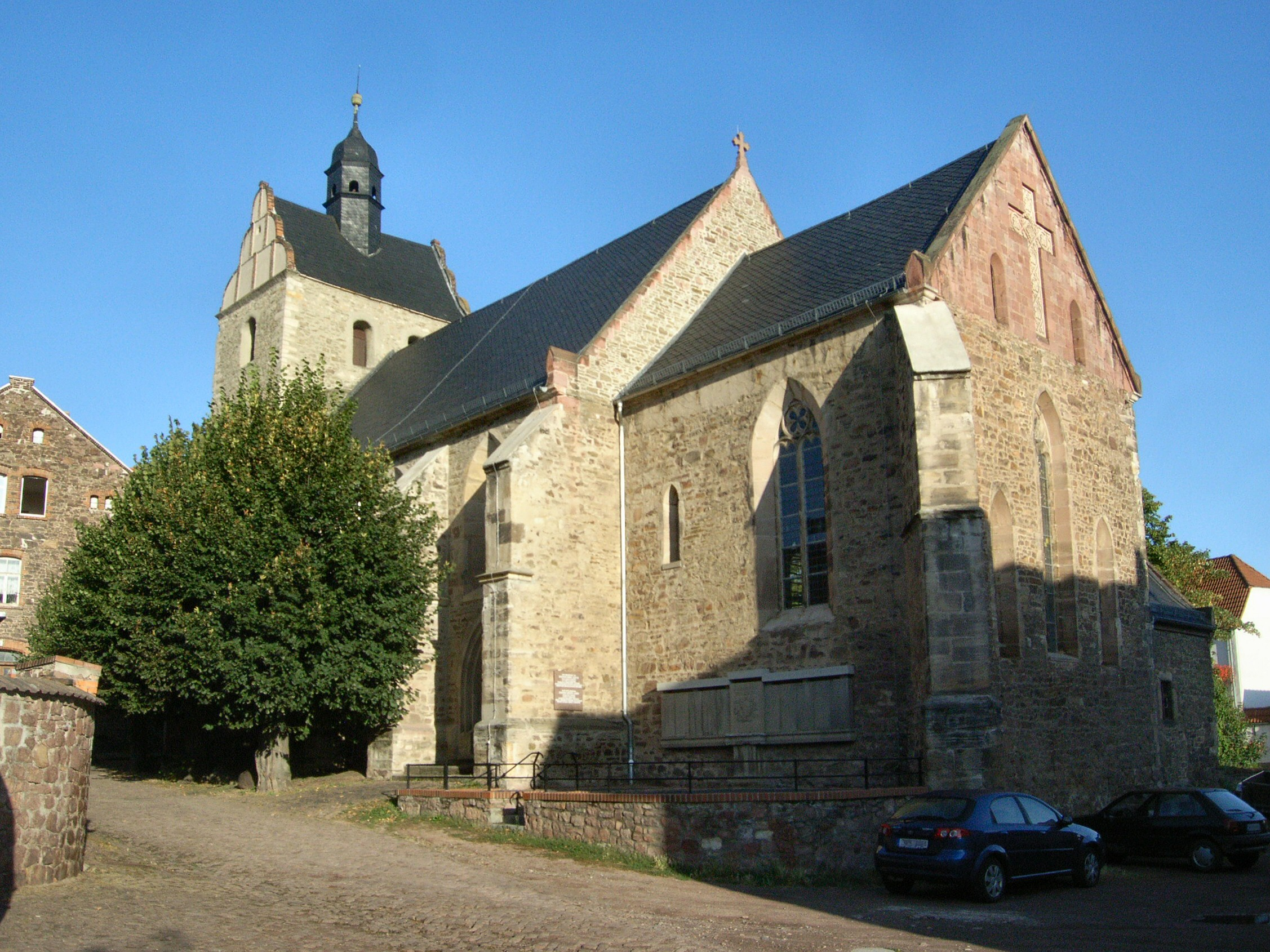
St. Nikolai in Wettin

St. Nikolai ist eine denkmalgeschützte Kirche im Ort Wettin der Gemeinde Wettin-Löbejün in Sachsen-Anhalt. Patron der Kirche am Nikolai-Kirchplatz ist Nikolaus von Myra. Im örtlichen Denkmalverzeichnis ist sie unter der Erfassungsnummer 094 55419 als Baudenkmal verzeichnet.

## Geschichte
Die Anfänge der Kirche gehen zurück ins 12. Jahrhundert. Im Laufe der Zeit erfuhr die Kirche eine Reihe von baulichen Veränderungen. Ende des 13. Jahrhunderts wurde sie in den Formen der Gotik, die bis heute das Kirchengebäude prägen, umgebaut. 1290 wurde die Kirche vom Magdeburger Erzbischof Erich zu Ehren des Heiligen Kreuzes neu geweiht. Als Namensgeber und Schutzpatron wählte man den Hl. Nikolaus von Myra.
Zwischen 1500 und 1615 wurde die Kirche von Grund auf umgebaut und vergrößert. Das Presbyterium wurde höher gelegt und mit den großen spätgotischen Fenstern, einem neuen Tabernakel und Wandmalereien ausgestattet. 1589 wurde dem romanischen Kirchturm ein weiteres Stockwerk mit einem Renaissance-Treppengiebel aufgesetzt. Das Zwiebeltürmchen des Kirchturms stammt aus dem frühen 17. Jahrhundert.
Von der barocken Innenausstattung, die durch Spenden der Bürger in den nächsten Jahrzehnten ermöglicht wurde, ist nur noch wenig in situ vorhanden, sondern fiel großenteils Renovierungen, die durch den zunehmenden Verfall der Kirche notwendig geworden waren, zum Opfer. 1902 wurden der Altar, Choremporen und Emporenzugänge entfernt. Der Zerfall der Kirche wurde durch Schwammbefall beschleunigt, ab 1958 konnte die Kirche nicht mehr genutzt werden. Ab 1990 fand eine gründliche Sanierung von Turm, Dächern und Mauerwerk statt. 1999 gründete sich ein Förderverein, der sich um die Erhaltung und die Nutzung der Kirche für unterschiedliche Veranstaltungen bemüht.
An der Turmseite wurde 2006 ein neuer Windfang errichtet, über dem 2011 eine Empore gebaut wurde, die Platz für die Orgel bietet.

## Architektur
Die schlichte Saalkirche wird durch drei gotische Fenster, deren Maßwerk noch erhalten ist, gegliedert. Das langgezogene Presbyterium hat einen geraden Abschluss, in dem sich drei gotische Spitzbogenfenster sowie zusätzlich an den Seiten jeweils ein weiteres Fenster öffnen. Der aus unverputzten Feldsteinen errichtete Bau ist mit Satteldächern aus Schiefer gedeckt. Der Kirchturm ist im Wesentlichen noch romanisch, während Kirchenschiff und Chor gotisch geprägt sind.

## Ausstattung

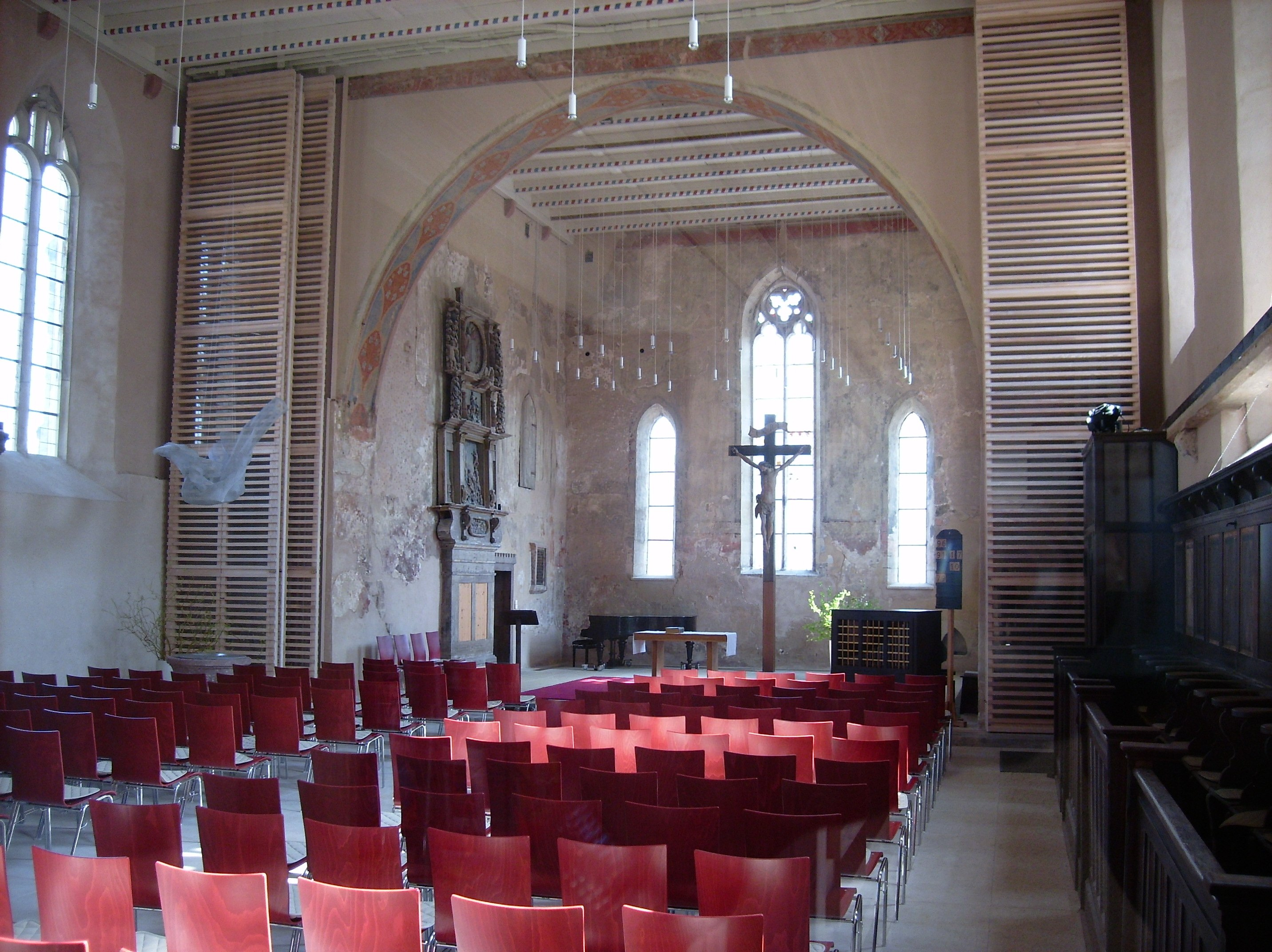
Blick ins Innere der Kirche, 2009

Der Saal und das Presbyterium haben flache Decken, die Wande sind glatt verputzt und außer durch Fenster ungegliedert.

### Taufbecken und Taufengel
Über dem historischen Taufbecken der Kirche ist ein Taufengel aus filigranem, lichtdurchlässigem Metallgewebe installiert. Die Figur ging aus einem von der Kulturstiftung Sachsen-Anhalt ausgelobten Wettbewerb hervor. Mit dem „Taufengel“ bezieht man sich hier auf eine Tradition, die sich in der zweiten Hälfte des 17. Jahrhunderts in lutherischen Kirchen von Norddeutschland bis Oberfranken herausgebildet hatte, die in Kirchenkreisen nicht unumstritten war und Mitte des 19. Jahrhunderts aus der Mode kam.
Himmelskörper, der Taufengel des Künstlers Thomas Leu, ist 150 × 1120 × 80 cm groß, besteht aus sehr feinmaschigem Aluminiumgewebe, das ihm eine luftige, fast körperlose Erscheinung verleiht. Er reagiert auf feinste Luftbewegungen und wechselnde Lichtverhältnisse. Durch die starke Transparenz der Skulptur lassen sich die einzelnen Konturen – Corpus, Flügel, Kopf – kaum fassen und je nach Einwirkung des Lichts scheint der Engel mit dem Raum zu verschmelzen.

### Orgel
Die Orgel der Nikolaikirche hat eine wechselvolle Geschichte. In der zweiten Hälfte des 19. Jahrhunderts wurde sie von einer Bremer Kirchengemeinde in Auftrag gegeben. 1939 wurde sie von der Firma Steinmeyer überholt, erweitert und mit einem neuen Spieltisch versehen. 1942 wurde sie bei einem Fliegerangriff schwer beschädigt. Erst Mitte der 1960er Jahr wurde die Orgel durch die Firma Orgelbau Kreienbrink restauriert und 1966 in der Kirche St. Ludgerus in Ennigerloh, die 2013 profaniert wurde, aufgestellt. 2013 wurde sie von der Firma Orgelbau René Paul in der Nikolaikirche aufgebaut.
Die Orgel verfügt über 1.645 Orgelpfeifen in 23 klingenden Registern auf drei Manualen und Pedal.

## Denkmäler und Gedenktafeln

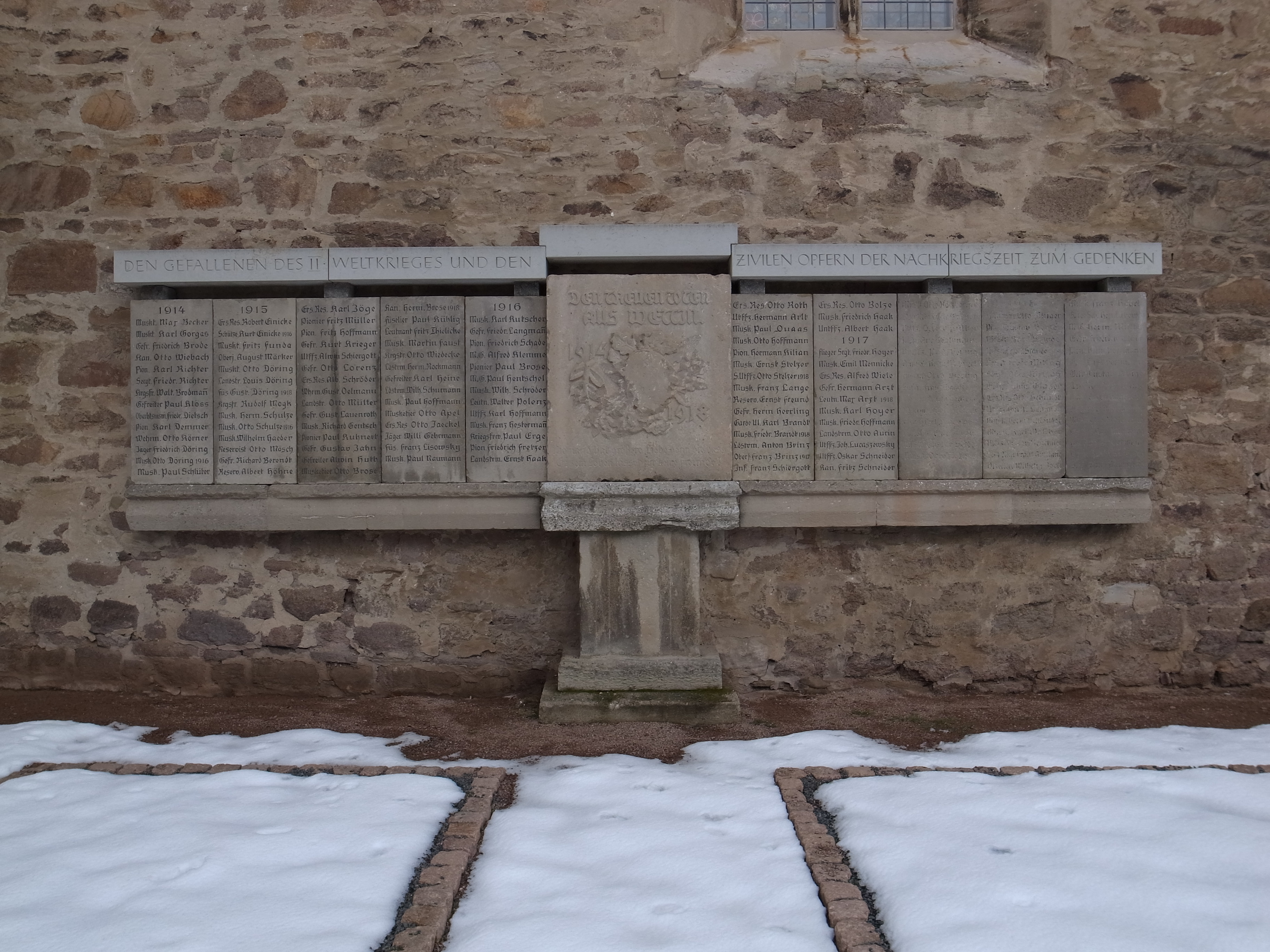
Kriegerdenkmal am Chor

An der Außenseite der Südwand des Chores befindet sich das Kriegerdenkmal für die gefallenen Soldaten des Ersten Weltkriegs. Es handelt sich um eine Gedenktafel in Form eines ausgeklappten Altares. Die Inschrift des mittleren Teiles lautet Den treuen Toten aus Wettin 1914 1918. Auf den fünf Tafeln links der Mitte befinden sich die Namen der Gefallenen der Jahre 1914 bis 1916, auf der rechten Seite die aus den Jahren 1917 und 1918. Die äußeren drei Tafeln auf der rechten Seite sind stark verwittert und kaum noch lesbar. Für die Gefallenen des Zweiten Weltkriegs wurde über den Gedenktafeln nachträglich die Inschrift Den Gefallenen des II. Weltkrieges und den zivilen Opfern der Nachkriegszeit zum Gedenken eingearbeitet.
An der Außenwand des Turms befindet sich eine zweisprachige Gedenktafel für Johann Ernst Glück, geboren in Wettin und ehemals Pfarrer in Livland und Moskau, der die Bibel erstmals ins Lettische übersetzt hat (NT 1685, AT 1689).